# Saddle Brook
Saddle Brook är en kommun (township) i Bergen County, New Jersey, USA.